# Mariano Luis de Urquijo
Mariano Luis de Urquijo y Muga (Bilbao, 8 de setembre de 1769 - París, 3 de maig de 1817) va ser un polític dels temps de la crisi de l'Antic Règim. Va ser Secretari d'Estat i del Despatx de Carles IV entre 1798 i 1800 i de Josep I Bonaparte entre 1808 i 1813.

## Biografia

### Formació
Instal·lat des de nen amb la seva família en la Cort, es va matricular en la Universitat de Salamanca, on va aconseguir el grau de batxiller en Filosofia, Lleis i Cànons. Amic i deixeble de Juan Meléndez Valdés i Ramón de Salas, el jove Urquijo va rebre influència durant la seva etapa universitària de les idees reformistes que provenien d'Europa. En 1791 va publicar una traducció de La mort de Cèsar de Voltaire.
En plena polèmica sobre el teatre del segle xviii, el Discurs introductori presentava una crítica de l'escena dramàtica espanyola i proposava com a solució l'adopció de les regles neoclàssiques, oferint "La muerte de César" com a exemple a imitar. Segurament les companyies de teatre madrilenyes li van denunciar a la Inquisició, qui va arribar a processar-lo, encara que al final només li va condemnar a una pena molt lleugera.
Protegit pel comte d'Aranda, que va lloar el seu "talent no gaire comú per redactar expedients", Urquijo va entrar en 1792 en la Secretaria d'Estat com a oficial novè. Sis anys més tard Urquijo era ja oficial major més antic, en el que va anar una fulgurant carrera d'ascensos. Durant uns pocs mesos en 1796 Urquijo va residir a la capital britànica en qualitat de secretari de l'ambaixada espanyola. A més de gaudir de major llibertat que a Espanya, Urquijo va aprofitar l'estada per conèixer el sistema constitucional britànic. Pel que sembla, va aprofitar també l'oportunitat per realitzar còpies de les Actes de Navegació, servei pel qual va ser felicitat per Manuel Godoy.

### Secretari d'Estat (1798-1800). El "cisma d'Urquijo"
La baixa per malaltia de Francisco de Saavedra va obligar Carles IV a habilitar a Mariano Luis d'Urquijo com a Secretari d'Estat el 13 d'agost de 1798. Urquijo va saber guanyar-se la confiança dels monarques i el 21 de febrer de 1799 va rebre la plaça en interinitat. No va ser el moment més idoni per fer-se amb les regnes de la política exterior espanyola, doncs la República Francesa, amb la qual la monarquia espanyola es trobava vinculada des de la signatura del Tractat de Sant Ildefons de 1796, afrontava una nova guerra en el continent. Urquijo va mantenir la fidelitat espanyola a l'aliança, encara que lamentés que el Directori tractés Espanya "com una província francesa més".
Urquijo també es va caracteritzar per impulsar reformes de caràcter il·lustrat, que els seus antecessors ja van deixar esbossades però que per diferents raons no es van atrevir a emprendre. Va destacar entre totes elles el decret de 5 de setembre de 1799 que, aprofitant les circumstàncies produïdes per la seu vacant (el papa Pius VI havia mort el 29 d'agost) i l'ocupació francesa de Roma. Aquest decret suposava la culminació del regalisme espanyol:
| « | La divina Providència s'ha servit portar-se davant si el 29 d'agost últim l'ànima del nostre Santíssim pare Pius VI; i no podent-se esperar de les circumstàncies actuals d'Europa, i de les turbulències que l'agiten, que l'elecció d'un successor en el Pontificat es faci amb aquella tranquil·litat i pau tan degudes, ni per ventura tan aviat com necessitada l'Església; a fi que mentre els meus vassalls de tots els meus dominis no manquin dels auxilis precisos de la religió, he resolt que fins que Jo els doni a conèixer el nou nomenament de Papa, els Arquebisbes i Bisbes usin de tota la plenitud de les seves facultats, conforme a l'antiga disciplina de l'Església per les dispenses matrimonials i altres que els competeixen: que el tribunal de la Inquisició segueixi com fins a aquí exercint les seves funcions, i el de la Rota sentenciï les causes que fins ara li estaven comeses en funció de la comissió dels papes, i que Jo vull ara que continuï per si. En els altres punts de consagració de Bisbes i Arquebisbes, o altres qualssevol més greus que puguin ocórrer, em consultarà la Cambra, quan es verifiqui algun, per la mà del meu primer Secretari d'Estat i del Despatx; i llavors amb el semblar de les persones als qui tingués a ben demanar-li, determinaré el convenient, sent aquell suprem tribunal el que m'ho representi, i a qui acudiran tots els Prelats dels meus dominis fins a una altra ordre meva. Tingui's entès en el meu Consell i Cambra, i expedirà aquestes les ordres corresponents als referits Prelats per al seu compliment | » |

Aquestes mesures van ser recolzades per una minoria d'eclesiàstics de mires il·lustrades, denominats "jansenistes", com el bisbe de Salamanca Antonio Tavira Almazán, Juan Antonio Llorente o Joaquín Lorenzo Villanueva i altres canonges de la Col·legiata de Sant Isidre, como Juan Antonio Rodrigálvez i José de Espiga y Gadea (a qui es considera redactor del decret).
La seva política il·lustrada i el seu caràcter altiu li van implicar poderosos enemics, pertanyents a la facció cortesana "jesuïta" o "beata", dirigida per Manuel Godoy. La caiguda del Directori després del cop d'estat del 18 de brumari (9 de novembre de 1799) va suposar el començament de la fi per a Urquijo, doncs amb Napoleó Espanya no requeriria un interlocutor amb idees reformistes. El decret va ser retirat el 29 de març de 1800, quinze dies després de la proclamació del nou papa, Pius VII. Una intriga ordida per Godoy, el nunci Filipo Casoni i el propi papa, suscitant el rumor que Urquijo no sols era un perill per a la religió, sinó també per a la pròpia monarquia espanyola, va persuadir Carles IV de la necessitat de prescindir d'ell. Li va exonerar del seu càrrec el 13 de desembre de 1800, obligant-lo a abandonar la cort i prohibint-li qualsevol tipus de contacte tant amb el rei com amb la reina Maria Lluïsa. El seu cessament va deslligar una purga política cap als qui havien estat els seus suports, fossin o no jansenistes.
Com a Secretari d'Estat va facilitar un dels viatges científics i d'exploració de Alexander von Humboldt a l'Amèrica hispana, proveint-li de dos salconduits, un atorgat pel mateix Urquijo i un altre estès pel Consell d'Índies.

### Desterrament. Zamacolada.
Bandejat a Bilbao, Urquijo va ser actor involuntari dels xivarris de la "matxinada" coneguda com "la Zamacolada". Convertit en mediador entre les autoritats de la Diputació del Senyoriu de Biscaia i els "matxins", Urquijo es va convèncer que les modificacions en la legislació foral produirien greus trastorns socials. Finalment, encara que no es va provar que la seva conducta fos "criminal", es va decidir la seva sortida del Senyoriu de Biscaia, així com la del seu pare o la del seu gran amic José de Mazarredo Salazar.
Durant aquesta etapa de proscripció, que es va estendre en el temps fins a l'entronització de Ferran VII Urquijo va escriure uns "Apuntes para la memoria sobre mi vida política, persecuciones y trabajos padecidos en ella", de gran valor com a document històric i com a testimoniatge personal.

### Govern amb Josep Bonaparte (1808-1813)
En 1808 Urquijo va ser un dels personatges que van advertir infructuosament Ferran VII dels perills que suposava trobada amb Napoleó. A la capital biscaïna Urquijo va conèixer l'aixecament del 2 de maig de 1808 i les abdicacions de Baiona del 5 de maig, episodis que li van despertar el temor d'una guerra "exterminadora" amb França. Napoleó el va fer cridar a Baiona i allí es va convèncer de la necessitat de col·laborar amb la nova dinastia representada per Josep I Bonaparte, especialment per l'oportunitat històrica d'elaborar una Constitució que posés fi a l'arbitrarietat i al despotisme. Urquijo va confeccionar unes "Reflexiones" per ser tingudes en compte en la redacció de l'anomenat Estatut de Baiona, on plantejava la supressió dels drets feudals i dels privilegis eclesiàstics, la desaparició d'algunes ordes militars, la desamortització dels seus béns i la democratització dels seus capítols, l'establiment del lliuirecanvisme o l'elaboració d'un codi propi per a les Índies. Significativament va recomanar, segurament marcat per les seves traumàtiques experiències de la Zamacolada, no tocar l'ordenament foral del País Basc i Navarra. Va ser la primera referència als furs en un text constitucional, l'única al segle xix.
Urquijo va ser un dels més destacats josefins i va ocupar alts càrrecs al govern "intrús": la cartera ministerial d'Estat, que comportava el confirmo de lleis i decrets, la convocatòria dels consells privats i de ministres i la custòdia dels arxius. El seu paper polític va ser de primera magnitud, la influència de la qual superava fins i tot les responsabilitats oficials que tenia encomanades. Es va encarregar a més d'escriure diferents articles en la Gaceta de Madrid on explicava el sentit de diferents mesures josefines. Especialment va destacar per la seva hostilitat cap als Borbó, les ordes religioses i els Grans d'Espanya, defensant a més que els béns dels que haguessin fugit fossin embargats. Al marge de la seva activitat política, es va convertir en un ric propietari gràcies a la desamortització josefina.

### Últims anys

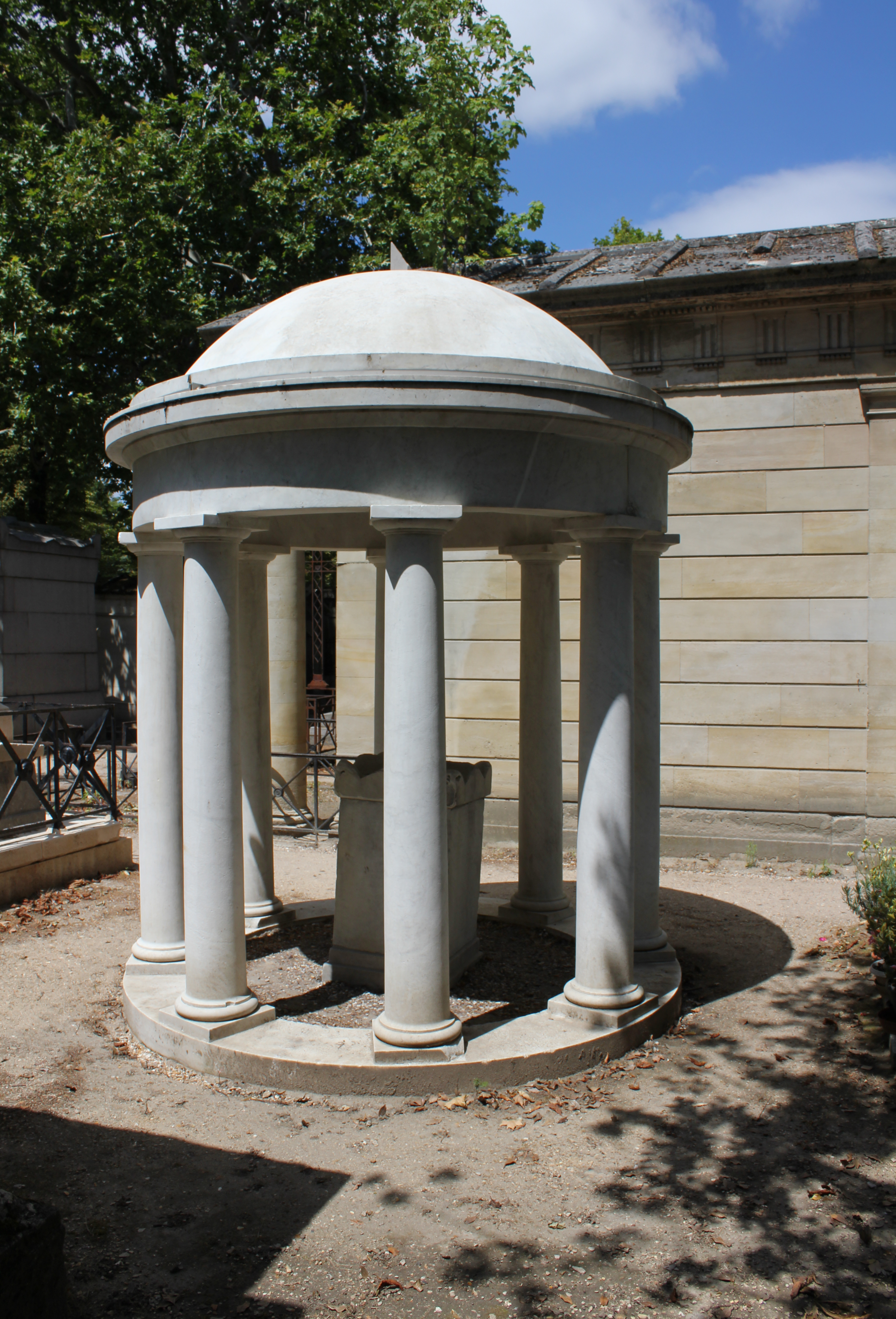
Tomba de Mariano Luis d'Urquijo en el Cementiri del Père-Lachaise, (París).

En 1813, juntament amb altres destacats josefins, va travessar els Pirineus acompanyant a les tropes franceses i a Josep I Bonaparte. Un any més tard va dirigir una representació a Ferran VII sol·licitant amb més honradesa i valentia que possibilitats d'èxit el perdó per tots els afrancesats que s'havien vist obligats a escollir el camí de l'exili. Segons revelen unes paraules pòstumes, Urquijo mai es va penedir de les seves decisions:
| « | "En el silenci de la nit, quan el somni no ve, repasso la meva vida; i res trobo que hagi d'avergonyir-me, ni com a home públic, ni com a ciutadà espanyol. Aquesta tranquil·litat de consciència em fa superior a les injustícies i a les proscripcions". | » |

En 1817 Urquijo va morir a la capital francesa, víctima d'una negligència mèdica. Es posava així fi a la vida d'un personatge tràgic, on es barrejaven de manera mòrbida trets del vell i del nou món, que va acabar superat pels esdeveniments.

## Nomenaments i honors
A més de secretari d'Estat i ministre d'Estat, Urquijo va ser conseller d'Estat i ministre plenipotenciari a la República Bàtava (càrrec que mai va arribar a exercir). En 1800 va ser nomenat junt amb el seu pare, Francisco Policarpo de Urquijo, diputat general del Senyoriu de Biscaia. També va rebre el nomenament honorari de soci de la Reial Societat Econòmica Matritense d'Amics del País i de la Reial Societat Bascongada d'Amics del País.
Va ser cavaller de l'Orde de Malta -a pesar que els naturals de Biscaia estaven dispensats de pertànyer a l'ordre-, de l'Orde de Carles III i de l'Ordre Real, que va ser com la monarquia josefina va rebatejar l'Orde del Toisó d'Or.